# Alberto Magassela
Alberto Mateus Manja Magassela, mais conhecido como Alberto Magassela, (Lourenço Marques, 1966) é um ator moçambicano radicado em Portugal.

## Biografia
Iniciou a sua atividade artística como ator na companhia Mutumbela Gogo, em Maputo. Radicado em Portugal desde 1996, colabora regularmente com o Teatro Nacional São João, onde se estreou com a peça "A Tragicomédia de Dom Duardos", de Gil Vicente, com a encenação de Ricardo Pais. Atualmente conta com mais de trinta trabalhos em teatro, para além de ter participado em diversos filmes e séries de televisão portuguesas, como os filmes O Gotejar da Luz e O Crime do Padre Amaro, e a telenovela A Senhora das Águas.

## Filmografia
Cinema
- 1997 - Alta Saciadade (curta)
- 1997 - O Prego (curta) ... Belmiro
- 2002 - O Gotejar da Luz ... Guinda
- 2003 - Tim Watcher (curta) ... Polícia
- 2005 - Mouth to Mouth ... Membro da Spark
- 2005 - Um Rio Chamado Tempo, uma Casa Chamada Terra
- 2005 - O Crime do Padre Amaro ... Alberto
- 2007 - Instantes (curta) ... Polícia
- 2009 - Bom Dia, África (curta) ... Kiluange
- 2010 - O Último Voo do Flamingo ... Estevão Jonas
- 2012 - O Grande Kilapy ... Alfredo

## Televisão
| Novelas   | Novelas              | Novelas                  | Novelas | Novelas               |
| Ano       | Título               | Papel                    | Canal   | Notas                 |
| --------- | -------------------- | ------------------------ | ------- | --------------------- |
| 2002      | Lusitana Paixão      | Colega de Miguel         | RTP1    | Participação especial |
| 2014      | O Beijo do Escorpião | Colega de cela de Rafael | TVI     | Elenco Adicional      |
| 2015/2017 | A Única Mulher       | Arsénio Kianda           | TVI     | Co-Antagonista        |
| 2017      | O Sábio              |                          | RTP1    | Elenco adicional      |
| 2017/2018 | A Herdeira           | Luaty Bagina             | TVI     | Elenco Adicional      |

| Séries | Séries               | Séries       | Séries | Séries       |
| Ano    | Título               | Papel        | Canal  | Notas        |
| ------ | -------------------- | ------------ | ------ | ------------ |
| 2008   | Equador (telessérie) | Leonor       | TVI    | Secundário   |
| 2010   | 37                   | Rita         | TVI    | Secundário   |
| 2011   | O Amor É um Sonho    | Lídia Duarte | TVI    | Protagonista |

Televisão
- 1999/2001 - O Fura-Vidas (série) ... Wilson (33 episódios)
- 2000 - A Loja do Camilo (série) ... 1 episódio
- 2000 - Crianças SOS (série) ... Makenga
- 2001 - Elsa, Uma Mulher Assim (minissérie) ... Viriato (1 episódio)
- 2001 - A Senhora das Águas (série) ... Mudo
- 2002 - Camilo, o Pendura (série) ... (1 episódio)
- 2004/2005 - O Prédio do Vasco (série) ... Télélé
- 2008 - Podia Acabar o Mundo (série) ... Jeremias Januário
- 2010 - Regresso a Sizalinda (série) ... (1 episódio)
- 2013 - Kutama - Destino Lisboa (filme) ... Faustino
- 2015 - Única Mulher (série) ... Arsénio